# Iwona Matkowska
Iwona Nina Matkowska (ur. 28 maja 1982 w Żarach) – polska zapaśniczka, srebrna i brązowa medalistka mistrzostw świata, Mistrzyni Europy; zawodniczka Grunwaldu Poznań.
Jej pierwszym większym sukcesem był brązowy medal mistrzostw świata w Guangzhou w kategorii do 48 kg (2006). W 2010 zdobyła złoto Wojskowych Mistrzostw Świata w zapasach w Lahti; osiągnięcie to powtórzyła w 2014 r. w amerykańskiej bazie McGuire–Dix–Lakehurst. Na mistrzostwach Europy zdobyła pięć medali, w tym jeden złoty – w 2012 roku, w kategorii do 51 kilogramów. W 2012 wystąpiła również w Letnich Igrzysk Olimpijskich w Londynie, zajmując siódme miejsce w kategorii 48 kg. Na mistrzostwach świata w 2014 roku w Taszkencie Matkowska w kategorii 48 kg sięgnęła po tytuł wicemistrzyni świata, przegrywając w finale z Japonką Eri Tosaką. Trzecia na igrzyskach europejskich w 2015. Siódma w Pucharze Świata w 2015 roku.
Na igrzyskach w Rio de Janeiro 2016 zajęła siódme miejsce w kategorii 48 kg.
Jest żołnierzem Sił Powietrznych w stopniu Kaprala.

## Odznaczenia
- Srebrny Medal „Za zasługi dla obronności kraju” – 2017[7]